# Javaanse kievit
De Javaanse kievit (Vanellus macropterus) behoort tot de familie van de kieviten en plevieren (Charadriidae).
Het is een waarschijnlijk uitgestorven en anders ernstig bedreigde, endemische vogelsoort uit Indonesië.

## Kenmerken
De vogel is 27 tot 29 cm lang. Het is een grote soort kievit met lange poten en opvallende gele lellen aan de kop. De vogel is overwegend donker gekleurd, zwart op de kop en verder donkerbruin. De poten zijn geel of oranje. Andere kievitsoorten die op Java voorkomen, hebben veel meer wit in het verenkleed.

## Verspreiding en leefgebied
De soort is alleen met zekerheid bekend van  Java, waar deze in het westen voorkwam aan de noordkust en in het oosten aan de zuidkust. Er zijn geen bevestigde waarnemingen meer na 1940. Ondanks gericht onderzoek tussen 2001 en 2012, ontbreken nieuwe waarnemingen. Er zijn wel onbevestigde waarnemingen die nader onderzoek rechtvaardigen, bijvoorbeeld in graslandgebieden op Billiton. De vogel kwam voor in droge, steppe-achtige graslanden 
bij riviermondingen die soms overstroomden.

## Status
De Javaanse kievit heeft een zeer klein verspreidingsgebied en de kans op uitsterven is zeer groot. De grootte van de populatie wordt op hoogstens vijftig individuen geschat. Het leefgebied van deze vogel is door de bevolkingsdruk verloren gegaan, omgezet in rijstvelden en bewoond gebied. Om deze redenen staat deze soort als ernstig bedreigd (kritiek) op de Rode Lijst van de IUCN.